# Conspiritualità
Conspiritualità è un neologismo che descrive la sovrapposizione delle teorie del complotto con la spiritualità, tipicamente delle varietà New Age. La conspiritualità contemporanea divenne comune negli anni '80.

## Caratterizzazione
Il termine è stato coniato nello studio del 2011 The Emergence of Conspirituality dai sociologi Charlotte Ward e David Voas pubblicato sul Journal of Contemporary Religion. Hanno caratterizzato il movimento come segue:
"Offre un'ampia filosofia politico-spirituale basata su due convinzioni fondamentali, la prima tradizionale della teoria della cospirazione, la seconda radicata nella New Age: 1) un gruppo segreto controlla segretamente, o sta cercando di controllare, l'ordine politico e sociale, e 2) l'umanità sta subendo un "cambiamento di paradigma" nella coscienza. I sostenitori ritengono che la migliore strategia per affrontare la minaccia di un "nuovo ordine mondiale" totalitario sia quella di agire in conformità con una visione del mondo risvegliata del "nuovo paradigma". 
Un articolo di opinione del 2020 su ABC Australia ha affermato che, come con altri movimenti estremisti, la narrativa della conspiritualità ritraeva i suoi seguaci come più illuminati della società tradizionale e inclini alla persecuzione a causa della loro consapevolezza della "vera verità". Ward e Voas consideravano paradossale la combinazione di cultura New Age ottimista e olistica e la cultura cospirativa, pessimista e conservatrice dei contesti cospirazionisti. 
La conspiritualità include l'"cultura oscura" della cultura della cospirazione. La filosofia unificante dei movimenti di conspiritualità è la convinzione che la società sia sotto il controllo segreto di un gruppo di élite e che possa essere emancipata da quel controllo da un "cambiamento di paradigma nella coscienza che sfrutta le forze cosmiche". Il fascino della conspiritualità è l'idea narcisistica di essere colui che svela le vere spiegazioni di tutto ciò che è sbagliato nel mondo. 

Alex McKeen, scrivendo su The Toronto Star, dice:
I conspiritualisti condividono la convinzione che l'illuminazione esista in una dimensione separata e al di sopra della politica, della scienza e di tutto ciò che è banale come le preoccupazioni umane "tridimensionali" (un tropo di spiritualità comune sta raggiungendo la coscienza a cinque dimensioni). Una volta che lo sperimenti – ed è un'esperienza soggettiva e privata – non puoi più relazionarti in "3D". 
Asbjørn Dyrendal ribatte che combinare la teoria della cospirazione con la spiritualità New Age non è una novità e che l'esoterismo occidentale è intrinsecamente sospetto. Sia la cultura della cospirazione che l'esoterismo enfatizzano la segretezza e la rivelazione della conoscenza superiore. Identifica Marta Steinsvik, Alf Larsen, Bertram Dybwad Brochmann e il neopaganesimo come primi esempi di promozione della spiritualità alternativa e della teoria della cospirazione. Jules Evans, ricercatore onorario presso il Center for the History of Emotions della Queen Mary University di Londra, identifica una sovrapposizione tra spiritualità alternativa e populismo di estrema destra tra i tradizionalisti. 
Ward e Voas hanno detto che a volte quelli con credenze New Age sono più inclini a pensare come teorici della cospirazione. Lo studio descrive The Zeitgeist Movement, un gruppo di attivisti, come parte del movimento conspirituale. La conspiritualità è stata collegata alla teoria della cospirazione di estrema destra QAnon e alle teorie del complotto COVID-19,così come al Movimento per l'integrazione spirituale nell'Assoluto (MISA) e al movimento religioso New Age Love Has Won. Le comunità online di yoga e benessere hanno visto membri pubblicare cospirazioni su Covid-19 e richieste di sfruttamento minorile legate a QAnon. Le teorie del complotto sull'9/11 si diffusero attraverso comunità new age come "operatori di luce" e "bambini indaco". L'antropologo della religione Dr. Adam Klin-Oron dice che in Israele "stiamo vedendo persone che parlavano di 'amore' e 'luce' in piedi spalla a spalla con coloro che credono che ci sia un anello di pedofili che bevono il sangue dei bambini". 
In Norvegia, la rivista online Nyhetsspeilet (The News Mirror) è stata descritta come il "fiore all'occhiello della conspiritualità". Il suo obiettivo per il "triplice risveglio" si concentra sulla coscienza e la spiritualità, sui visitatori extraterrestri e sulle teorie del complotto del Nuovo Ordine Mondiale. Il podcast Conspirituality aggiorna gli ascoltatori sull'intersezione tra l'industria del "benessere" e le teorie della cospirazione, riferendosi ad essa come "spiritualità del disastro".

## Persone descritte come membri del movimento
- Jake Angeli, un teorico della cospirazione americano noto anche come "QAnon Shaman"[8].
- Pete Evans, uno chef australiano e teorico della cospirazione[6].
- David Icke, un teorico della cospirazione inglese[3][7].
- Russell Brand, comico e attivista inglese[15].
- Christiane Northrup, ostetrica e ginecologa che promuove la pseudoscienza[16].
- JP Sears, YouTuber e comico americano[17].
- Corrado Malanga, un teorico dei rapimenti alieni (Abduction), promotore di teorie miste a pseudoscienza e spiritualismo.
- Pier Giorgio Caria, un teorico di ufologia, extraterrestri, "scienza" dello spirito e cerchi nel grano.